# Neoserica fuscula
Neoserica fuscula är en skalbaggsart som beskrevs av Moser 1921. Neoserica fuscula ingår i släktet Neoserica och familjen Melolonthidae. Inga underarter finns listade i Catalogue of Life.